# C'è un momento del giorno in cui penso a te
C'è un momento del giorno in cui penso a te è il terzo album del cantante italiano Gianni Nazzaro, pubblicato dall'etichetta discografica Compagnia Generale del Disco nel 1973.
L'album è prodotto da Elio Gariboldi. Diversi brani vengono pubblicati su singolo tra il 1971 e lo stesso 1973.

## Tracce

### Lato A
1. Vino amaro
2. Canal Grande
3. Il primo sogno proibito
4. Ultimo tango a Parigi
5. La nostra canzone
6. Far l'amore con te

### Lato B
1. Quanto è bella lei
2. Ti penserò mi penserai
3. Fuoco e pioggia
4. Ma che sera stasera
5. Melissa
6. A me